# Hanagawadi, Harihar
Hanagawadi là một làng thuộc tehsil Harihar, huyện Davanagere, bang Karnataka, Ấn Độ.